# 51. honvedska pehotna divizija (Avstro-Ogrska)
51. honvedska pehotna divizija (izvirno nemško Infanterie-Division) je bila pehotna divizija avstro-ogrske kopenske vojske, ki je bila aktivna med prvo svetovno vojno.

## Poveljstvo
Poveljniki 
- Adolf Kornhaber von Pilis: februar - oktober 1915
- Josef Foglár: oktober 1915 - avgust 1916
- Béla Tanárky: avgust - november 1916
- Viktor von Mouillard: november 1916 - januar 1917
- Adalbert Benke von Tardoskedd: januar 1917 - julij 1918
- Samuel Daubner: julij - november 1918